# Sandra Toft
Sandra Toft (Gribskov, 18 de outubro de 1989) é uma jogadora de handebol dinamarquesa.

## Carreira
Sandra Toft começou a jogar handbold no Team Helsinge, antes de ingressar no Virum-Sorgenfri Håndboldklub em 2002, aos 14 anos. Em 2007 ingressou no Team Tvis Holstebro para seu primeiro contrato profissional.
No TTH Holstebro, ela fez parte da equipe que chegou à Liga Europeia Feminina EHF 2010/2011, onde perdeu para o rival FC Midtjylland Håndbold. Em 2012/2013, o TTH Holstebro com Sandra Toft no gol conseguiu chegar à final mais uma vez e vencer desta vez. Sandra Toft quase perdeu a partida devido a uma lesão no joelho esquerdo em janeiro de 2012. Em 2009, Sandra estava dirigindo de volta para casa da Zelândia do Norte quando perdeu o controle do veículo. Às 22h, ao norte da cidade de Give, o carro saiu da estrada, voou 50 metros por um campo e capotou quatro vezes. Sandra sobreviveu ao acidente de carro, mas sofreu um colapso grave da vértebra do pescoço. Apenas cinco meses depois, ela estava de volta à quadra pelo Team Tvis Holstebro.
No verão de 2014, Toft assinou com o clube norueguês Larvik HK. Aqui, ela ganhou o Campeonato Norueguês e a Copa da Noruega três vezes cada nos quatro anos em que jogou pelo clube. Ela também chegou à final da Liga dos Campeões da EHF em 2015, onde o Larvik HK perdeu para o time montenegrino ŽRK Budućnost. Após o torneio, ela fez parte do time de estrelas do torneio como a Melhor Goleira da EHF 2014/2015.
Toft retornou ao handebol dinamarquês em 2017/2018 com um contrato de dois anos. Ela ganhou a Copa da Dinamarca em 2017 e a Liga Dinamarquesa de 2018-19 com o clube. Em 2019, Toft chegou novamente à final da Liga Europeia Feminina da EHF, mas desta vez seu clube perdeu para o time húngaro Siófok KC.
Em 2019, ela se juntou ao clube francês Brest Bretagne Handball, onde chegou à Liga dos Campeões EHF Feminina de 2020–21. Mais uma vez, Sandra Toft perdeu uma final europeia, desta vez para o norueguês Vipers Kristiansand. Em 2022, ela assinou com o Győri ETO KC da Hungria, onde conquistou o Campeonato Húngaro em sua primeira temporada. Ela então venceu a Liga dos Campeões EHF Feminina de 2023–24.
Ela participou pela primeira vez de um grande torneio internacional no Campeonato Mundial Feminino de Handebol de 2011, no Brasil, onde foi a terceira goleira, atrás de Karin Mortensen e Christina Pedersen. Nos Jogos Olímpicos de Verão de 2024, em Paris, conquistou a medalha de bronze no torneio feminino do handebol, após vencer a equipe sueca por 30–25 na disputa pelo terceiro lugar.